# Rod Sanford
Rod Sanford (* 12. Oktober 1946 in Ventura, Kalifornien) ist ein international tätiger, amerikanischer Großmeister der Kampfkunst, Hanshi und Träger des 9. Dan des Shorinji ryu (Karate, Kobudo, Tai Chi Chuan).

Er lernte unter dem Stilbegründer Richard Kim (* 1917; † 2001), Hanshi, 10. Dan, und ist als Technischer Direktor am Aufbau des Kokusai Butokukai (International Martial Arts Federation) beteiligt. Sanford ist der Technische Direktor des Zen Bei Butoku Kai.

## Beruf
Kampfkunstlehrer, Polizei-Ausbilder.

## Kampfkunst
- 1960 Im Alter von 14 Jahren beginnt er mit dem Judo-Training für die Dauer von 4 Jahren.
- 1964 Sanford beginnt den Unterricht im Shito-ryu.
- 1965 In diesem Jahr trifft Rod Sanford auf seinen Hauptlehrer Richard Kim und beginnt er mit dem Studium des Shorinji.
- 1966 1. Dan, Zen Bei Butoku Kai.
- 1967 Er gründet sein erstes Dojo in Watsonville, Kalifornien.
- 1980 Er eröffnet sein kommerzielles Dojo in Soquel, Kalifornien.

## Erlernte Künste
Judo, Aiki-Jujutsu, Aikido, Ju-Jutsu,  Daito-Ryu Aikijujutsu, Kobudo, Tai Chi Chuan, Xingyiquan, and Baguazhang, Shorinji-ryu Karate, Goju-Ryu Karate, Shitō-Ryū Karate, Shotokan Karate.

## Ehrungen
- 2006 Ernennung zum Hanshi durch den Kokusai Butokukai.
- 2007 8. Dan Shorinji ryu, Kokusai Butokukai.
- 2016 9. Dan Shorinji ryu, Kokusai Butokukai.

## Verbandsgründungen
- 1983 Gründung des The Pacific Institute of Defensive Tactics (P.I.D.T.)[2].

## Eigene Literatur
- Law enFORCEment: Reasonable Force Options (engl.) | Rod Sanford | 1998 | ISBN 978-0-929142-02-9